# Cristiano Cavina
Cristiano Cavina (Casola Valsenio, 29 maggio 1974) è uno scrittore italiano.

## Biografia
Nato a Casola Valsenio, piccolo paese sulle colline dell'Appennino faentino e cresciuto insieme alla madre e ai nonni materni nelle case popolari, Cristiano Cavina si dedica sin da piccolo alle sue due grandi passioni: la letteratura (dall'avventura alla fantascienza, dai classici russi agli americani contemporanei) e il calcio (ha giocato dai pulcini fino all'under 18 per la squadra locale, l'A.C. Casola).
Ha svolto vari mestieri: muratore, portalettere, pizzaiolo e altri ancora. Dal 2023 insegna scrittura alla Scuola Holden a Torino.

## Carriera
Con la sola eccezione di Scavare una buca (2010), tutti i romanzi pubblicati da Cavina sono ambientati a Casola Valsenio, suo paese natale, e hanno come protagonista l'autore stesso, presentato però sotto diverse sfaccettature: il bambino legato al paese e alla famiglia, l'adolescente alle prese con il campionato di calcio della propria squadra amatoriale, oppure l'adulto che si scopre padre. 
Il suo primo romanzo, pubblicato nel 2003 all'età di 29 anni, s'intitola Alla grande e viene tradotto in francese dalla casa editrice Anne Carrière, con il titolo C'est géant. Grazie a quest'opera, nel 2006 Cavina si aggiudica il "Premio Tondelli". 
Nel novembre del 2005, esce nelle librerie il secondo romanzo di Cavina, intitolato Nel paese di Tolintesàc: questo scritto ottiene ancora più successo del precedente e fa conoscere l'autore in tutta Italia. Per oltre due mesi, Nel paese di Tolintesàc resterà nella classifica dei libri italiani più venduti. Intanto sopraggiunge un ulteriore importante riconoscimento: Cristiano Cavina vince, insieme ad altri due scrittori, il Premio Fenice Europa 2006.
Il terzo romanzo, pubblicato nel novembre del 2006, è dedicato alla sua grande passione per il calcio: il buon risultato di vendite di Un'ultima stagione da esordienti conferma che ormai Cavina ha un proprio pubblico di affezionati lettori.
Il quarto romanzo, I frutti dimenticati, viene pubblicato nel 2008 e, per la prima volta, ha come protagonista un Cristiano Cavina maturo, adulto. Il libro è stato tradotto in arabo negli Emirati Arabi nel 2016. 
Nel 2010, sempre con la casa editrice Marcos Y Marcos, Cavina pubblica il suo quinto lavoro: Scavare una buca. A differenza dei romanzi precedenti, questa volta il protagonista non è Cavina stesso, ma un minatore che lavora presso una cava di gesso.
Del 2012 è Romagna mia!, una serie di brevi saggi ironici per raccontare la sua terra e i personaggi che l'hanno popolata, mentre nel 2013 esce il nuovo romanzo Inutile tentare imprigionare sogni, che racconta le vicende di un adolescente durante gli anni delle scuole superiori.
Nel 2014 è la volta di La pizza per autodidatti, che nel 2016 viene tradotto in tedesco con il titolo Die pizzaphilosophie.
Pinna morsicata, dato alle stampe nel 2016, è il racconto di un giovane delfino alla scoperta della vita. È forse il primo libro di Cristiano Cavina scritto e pensato per i più giovani. Nel 2017 pubblica "Fratelli nella notte", libro con protagonisti suo nonno e suo prozio.

## Opere
- Mamma paura (L'Autore Libri Firenze, 1997 ISBN 88-7254-902-7
- Alla grande, Marcos y Marcos, 2003 ISBN 978-88-7168-363-8
- Nel paese di Tolintesàc, Marcos y Marcos, 2005 ISBN 978-88-7168-276-1
- Un'ultima stagione da esordienti, Marcos y Marcos, 2006 ISBN 978-88-7168-447-5
- I frutti dimenticati, Marcos y Marcos, 2008 ISBN 978-88-7168-491-8
- Scavare una buca, Marcos y Marcos, 2010 ISBN 978-88-7168-547-2
- Romagna mia!, Laterza, 2012 ISBN 978-88-420-9506-4
- Inutile Tentare Imprigionare Sogni, Marcos y Marcos, 2013 ISBN 978-88-7168-668-4
- La pizza per autodidatti, Marcos y Marcos, 2014 ISBN 978-88-7168-701-8
- La processione del Cristo morto. Via Crucis di paese , Effatà, 2015 ISBN 978-88-6929-065-7
- Pinna Morsicata, Marcos y Marcos, 2016  ISBN 978-88-7168-720-9
- Bella Napoli, EDT, 2016 ISBN 978-88-5923-291-9
- Fratelli nella notte, Giangiacomo Feltrinelli Editore, 2017, ISBN 978-88-07-03248-6
- Pepi Mirino e l'invasione dei P.N.G. ostili, Marcos y Marcos, 2018  ISBN 978-88-7168-831-2
- Ottanta rose mezz'ora, Marcos y Marcos, 2019  ISBN 978-88-7168-843-5
- Pepi mirino e la macchina del buio, Marcos y Marcos
- La parola papà, Bompiani, 2022, ISBN 978-88-3010-925-4
- L'ananas no - Un giallo romagnolo, Bompiani, 2024, ISBN 978-88-301-0717-5
- Tropico del fango, Laterza, 2025, ISBN 978-88-581-5621-6

## Premi e riconoscimenti
- Premio Tondelli 2006
- Premio letterario nazionale città di Vigevano (2007)
- Premio letterario Castiglioncello (sezione narrativa)[5]
- Premio Francesco Serantini (2009)[5]